# Тере Ровереске
Тѐре Роверѐске (на италиански: Terre Roveresche) е община в Централна Италия, провинция Пезаро и Урбино, регион Марке. Административен център на общината е село Орчано ди Пезаро (Orciano di Pesaro), което е разположено на 264 m надморска височина. Населението на общината е 5258 души (към 2018 г.).
Общината е създадена в 1 януари 2017 г. Тя се състои от предшествуващите общини Барки, Орчано ди Пезаро, Пиадже и Сан Джорджо ди Пезаро.